# Saurothera
Saurothera fue un género de ave en la familia Cuculidae. El género fue disuelto y todas las especies fueron agrupadas en Coccyzus . 
Especies que pertenecieron a Saurothera:
- Cuco lagartero de La Española (Coccyzus longirostris)
- Cuco lagartero cubano (Coccyzus merlini)
- Cuco lagartero jamaiquino (Coccyzus vetula)
- Cuco lagartero portorriqueño (Coccyzus vieilloti)

- Datos: Q779455
- Multimedia: Coccyzus / Q779455